# دیانا گاسپاریان
دیانا مناتساکانی گاسپاریان (ارمنی: Դիանա Մնացականի Գասպարյան؛ انگلیسی: Diana Gasparyan زاده ۲۲ مارس ۱۹۸۸) حقوقدان و سیاستمدار اهل ارمنستان است که طی حکمی از سوی نیکول پاشینیان نخست‌وزیر ارمنستان به عنوان شهردار اچمیادزین چهارمین شهر پرجمعیت ارمنستان برگزید شد. گاسپاریان نخست شهردار زن ارمنستان از زمان استقلال این کشور در سال ۱۹۹۱ میلادی محسوب می‌شود.